# Portaavions Akagi
L'Akagi (japonès: 赤城, castell vermell, volcà japonès de la regió de Kanto) va ser un portaavions japonès, botat el 1925 i comissionat el 1927, construït a partir d'un creuer de batalla el destí del qual era el desballestament, en compliment del Tractat Naval de Washington de 1922.
La seva configuració original incloïa 3 cobertes, de les quals dos eren de vol i la central contenia el pont. A més, posseïa 6 peces d'artilleria de 100mm, a més de 2 torres dobles de 150mm als costats del pont.
El seu primer comandant va ser Isoroku Yamamoto, qui posteriorment comandaria la Flota Combinada.
El 1937 va ser modernitzat, juntament amb el Kaga. S'eliminaren les cobertes inferiors i s'estengué la coberta superior com a única coberta de vol, incrementant la seva capacitat d'avions transportats, de 61 a 92.
El 1941 va participar en l'atac a Pearl Harbor, juntament amb els portaavions Hiryū, Sōryū, Kaga, Shōkaku y Zuikaku, sent des de l'Akagi des d'on va enlairar-se Mitsuo Fuchida, comandant de la primera onada d'atac. El seu grup enfonsà el USS Oklahoma i el USS West Virginia.
El 19 de febrer de 1942, el seu grup aeri participà en el bombardeig de Darwin, Austràlia, enfonsant 9 mercants i un destructor aliat. Al mes següent participà en la invasió de Java. A inicis d'abril participà, amb 5 portaavions més, en la Incursió de l'oceà Índic, perseguint posteriorment de manera infructuosa als portaavions USS Hornet i USS Enterprise, que havien participat en l'atac de Doolittle.
El 4 de juny de 1942, a les ordres del vicealmirall Naguno, participà en la batalla de Midway, en què els incendis causats per dues bombes llançades pels bombarders en picat li van causar greus danys. Després de cremar gairebé fins al matí no s'enfonsà i es pensà a remolcar-lo, però l'almirall Yamamoto ordenà que fos torpedinat pels destructors Arashio,  Hagikaze, Maikaze i Nowaki, enfonsant-se el 5 de junt a les 5:20, amb la pèrdua de 263 homes.

Galeria d'imatges del Akagi
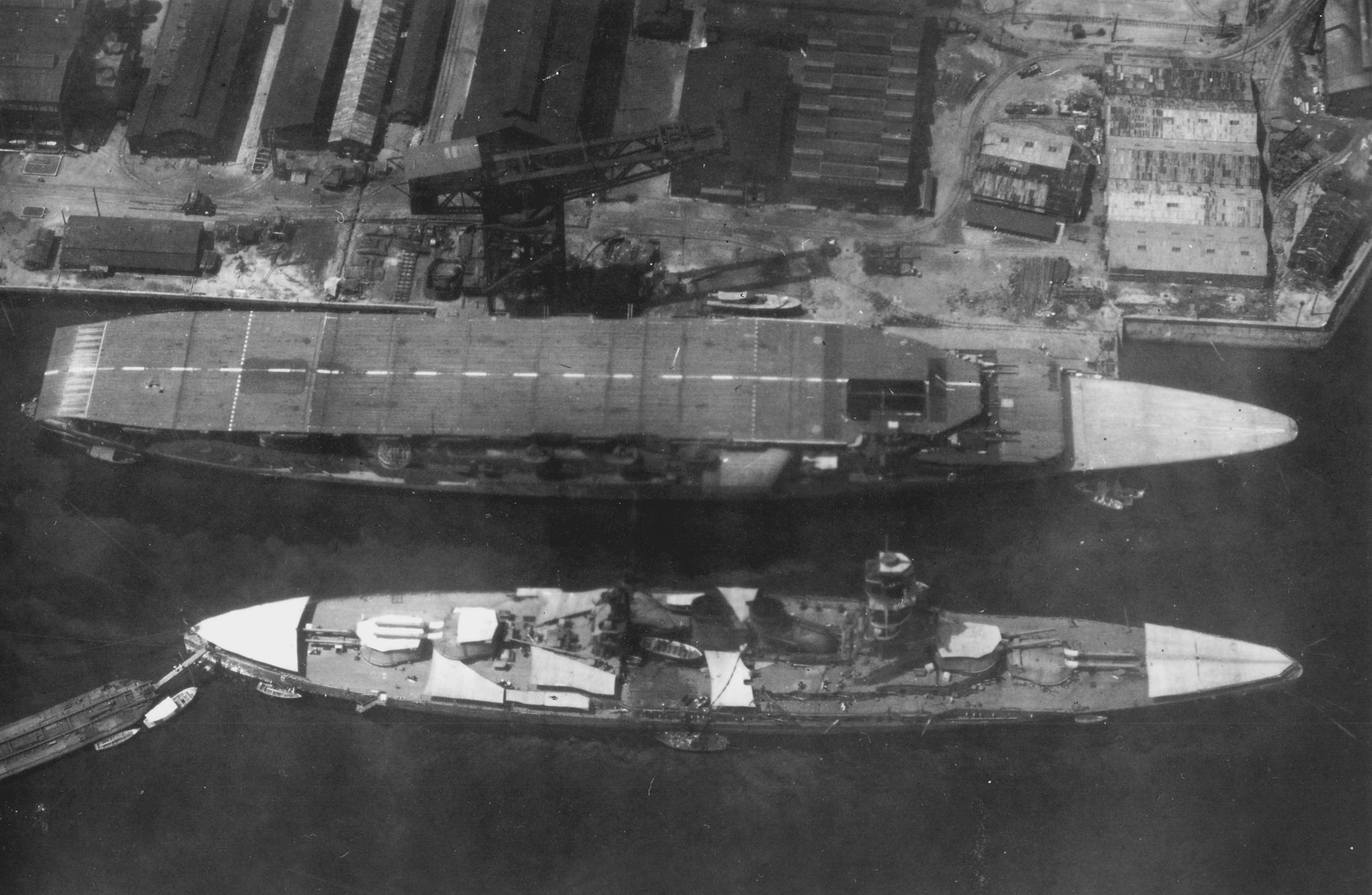
L'Akagi en la seva primera configuració (al costat del Cuirassat Nagato).
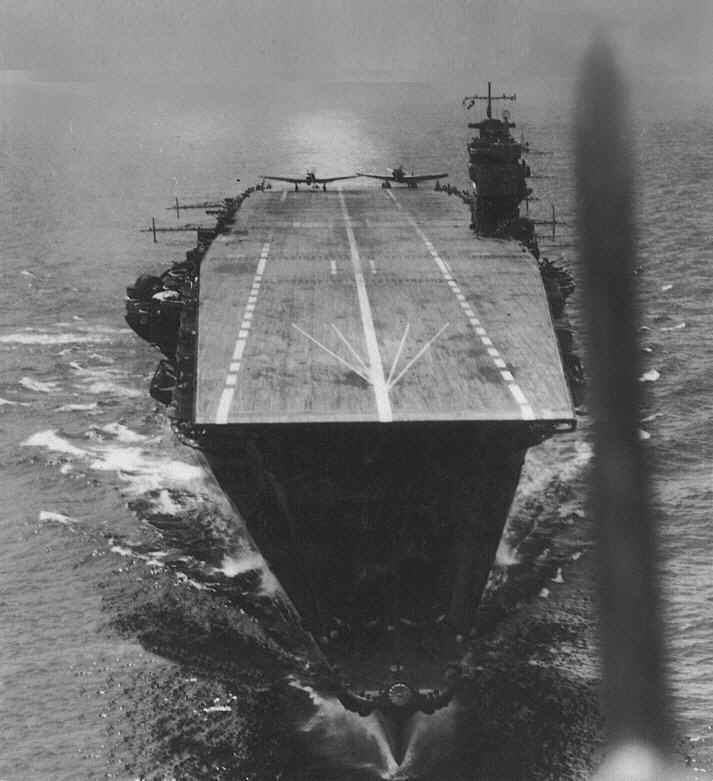
L'Akagi vist des d'un avió que acaba d'enlairar-se.
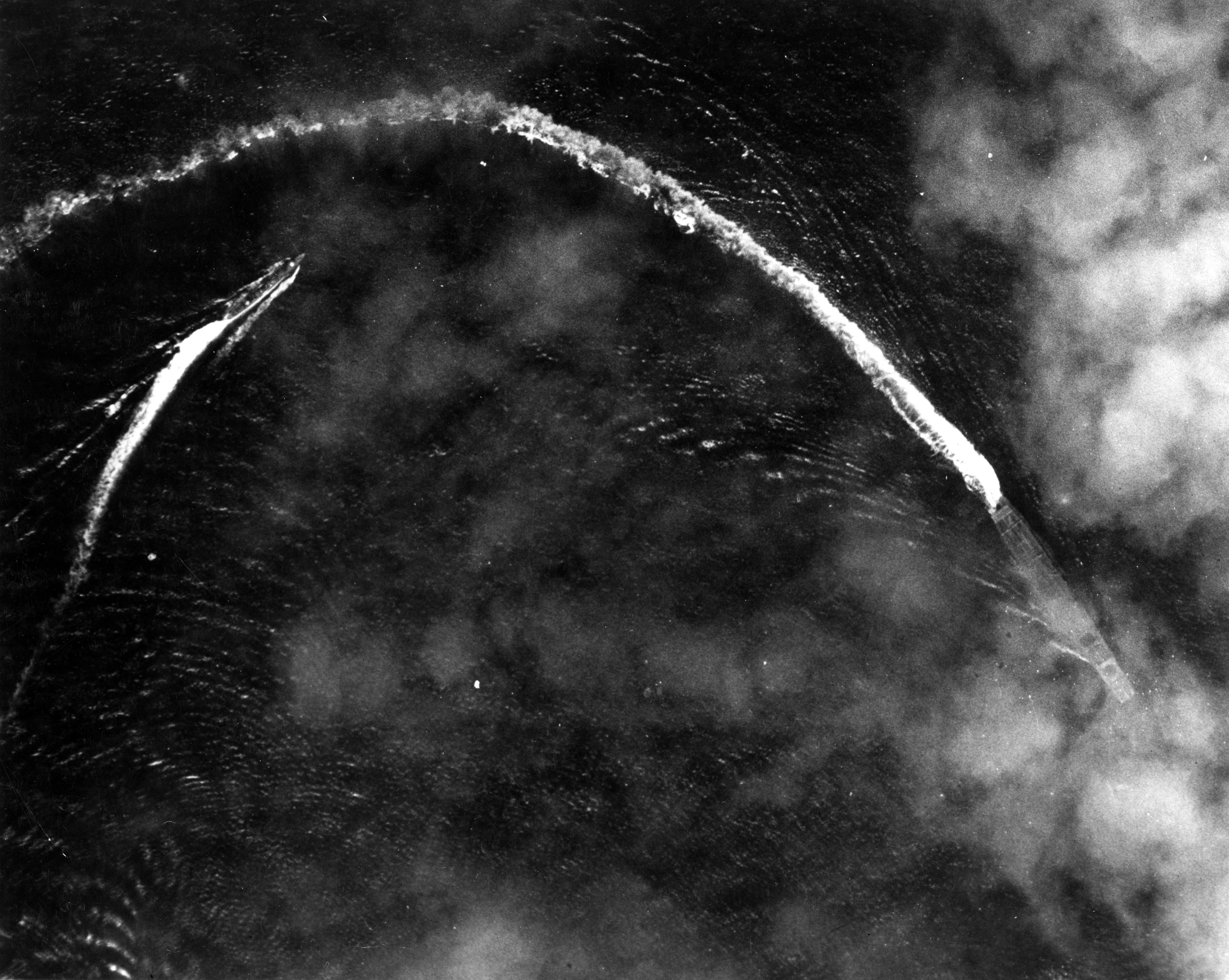
L'Akagi sota atac a la Batalla de Midway.